# Marin Păun
Marin Păun (2 martie 1924, Ghindeni, Malu Mare, Dolj – 9 iulie 1997, Craiova) a fost un botanist și profesor universitar român, recunoscut pentru contribuțiile sale la studiul florei și vegetației din Oltenia, dezvoltarea Grădinii Botanice „Alexandru Buia” din Craiova și înființarea Grădinii Botanice Montane Rânca. A publicat peste 150 de lucrări științifice, cursuri, tratate și îndrumătoare, fiind un continuator al școlii de botanică fondate de Alexandru Buia la Institutul Agronomic Craiova. A avut un rol semnificativ în formarea studenților și în racordarea botanicii la nevoile agriculturii.

## Biografie
Copilărie și educație
Marin Păun s-a născut la 2 martie 1924 în satul Ghindeni, comuna Malu Mare, județul Dolj, într-o familie de țărani. A urmat școala primară în satul natal (1931–1936), apoi a fost admis prin concurs la Liceul „Frații Buzești” din Craiova (1936–1942). În 1942, s-a transferat la Liceul Militar „D.A. Sturza”, obținând bacalaureatul în 1944. A efectuat stagiul militar între 1944 și 1947, în contextul celui de-al Doilea Război Mondial. În 1947, a fost admis la Facultatea de Îmbunătățiri Funciare din Craiova, transformată în 1948 în Facultatea de Agronomie din cadrul Institutului Agronomic „Tudor Vladimirescu”. A absolvit în 1951 cu calificativul „foarte bine”, fiind unul dintre fruntașii generației sale. 
În 1961, s-a înscris la aspirantură (echivalentul doctoratului) sub îndrumarea profesorului Alexandru Buia, iar după decesul acestuia, a finalizat teza „Flora și vegetația raionului Balș, regiunea Oltenia” sub coordonarea profesorului Mihai Răvăruț, susținută în 1965 la Institutul Agronomic Iași. În același an, a fost declarat doctor în agronomie, fiind printre primii doctori ai institutului din Craiova. 
Carieră profesională
Din 6 octombrie 1950, Marin Păun a fost angajat ca preparator la disciplina de Botanică, iar după absolvire, la 1 septembrie 1951, a devenit asistent al profesorului Alexandru Buia. În 1957, a fost promovat șef de lucrări, iar în 1964 a primit delegație pentru predarea cursului de botanică la Facultatea de Agronomie și Horticultură. A fost titularizat conferențiar în 1968 și profesor definitiv în 1970. După decesul lui Buia (1964), a preluat conducerea Catedrei de Botanică, pe care a transformat-o în catedră universitară datorită activității sale remarcabile. A deținut funcția de șef de catedră până în 1989, când o boală gravă l-a forțat să se retragă. A fost director al Grădinii Botanice „Alexandru Buia” timp de 9 ani (între 1964–1989) și coordonator al acesteia în restul perioadei. A obținut titlul de Doctor Docent în Științe, fiind recunoscut ca unul dintre cei mai importanți botaniști din învățământul agronomic românesc. 

## Activitate științifică
Marin Păun a contribuit semnificativ la botanica agricolă, în special prin cercetările asupra florei și vegetației din Oltenia, fiind considerat, alături de Alexandru Buia, fondator al studiilor botanice din această regiune. A publicat peste 150 de lucrări științifice, cursuri, tratate (inclusiv contribuții la „Flora României”), îndrumătoare, manuale și articole de popularizare. 

### Domenii de cercetare
- Flora și vegetația Olteniei
- Fitocenologia și geobotanica
- Plantele ruderale și buruienile în culturile agricole
- Plantele medicinale și melifere
- Cuscutele și combaterea lor
- Conservarea speciilor rare și endemice prin grădini botanice

### Contribuții științifice
- A identificat peste 700 de specii de plante vasculare în Masivul Parâng, incluzând rarități și endemisme, dintre care 18 specii au fost semnalate pentru prima dată în Oltenia. [1]
- A descris flora și vegetația nisipurilor din stânga Jiului, identificând 402 specii, 10 subspecii, 13 varietăți și 11 forme, aparținând a 234 de genuri și 68 de familii. [1]
- A descoperit noi asociații de plante, precum „Trifolium maritimum” (1954) și „Asperula azurea” (1961), contribuind la îmbogățirea cunoașterii florei românești. [1]
- A realizat studii fitocenologice, identificând 14 asociații de plante în Munții Buila și 12 asociații pe nisipurile din Curbura Dunării. [1]
- A fondat „Flora Olteniae exicata”, tipărind 9 centurii cu 600 de specii de plante vasculare și 300 de specii de fungi, distribuite în peste 60 de centre botanice din țară și străinătate. [1]
- A contribuit la dezvoltarea Grădinii Botanice „Alexandru Buia” din Craiova, inclusă în Asociația Internațională a Grădinilor Botanice (1974), și a fondat Grădina Botanică Montană Rânca (1977–1978), dedicată conservării speciilor rare și endemice din Carpați. [1]
- A studiat dinamica buruienilor în culturile agricole, elaborând metode de combatere, și a publicat lucrări despre plantele medicinale (76 de specii) și melifere din Oltenia. [1]
- A realizat o monografie despre cuscutele din România (1980), descriind speciile, plantele atacate și metodele de combatere. [1]

## Activitate didactică
Marin Păun a elaborat cursuri și îndrumătoare de lucrări practice, esențiale pentru pregătirea studenților agronomi. A fost unul dintre primii profesori care au predat geobotanica în învățământul agronomic, publicând „Geobotanica” (1969), o lucrare de pionierat. A coordonat cursul unic de Botanică pentru studenții agronomi, contribuind cu 20% din conținut, în special la geobotanică. Printre lucrările didactice se numără:
- „Îndrumător de lucrări practice” pentru citologie, histologie, organografie, taxonomie și fitocenologie
- „Îndrumător de lucrări practice – Morfologia plantelor”
- „Îndrumător de lucrări practice la Botanică sistematică”
- „Curs de botanică” vol. I–II (1966)
- „Curs de botanică” vol. I „Morfologia” (1973)
- „Geobotanica” (1969)
- „Botanică” (curs unic, 1980, coordonator)

A organizat laboratorul de botanică al universității, dezvoltând colecții exicate pentru studenți, sub îndrumarea lui Alexandru Buia. 

## Lucrări
Marin Păun a publicat peste 150 de lucrări științifice și didactice, dintre care menționăm:
- „Două leguminoase furajere puțin cunoscute pe la noi: Modica arabica și M. bispida” (cu Al. Buia), Revista Probleme agricole, 1954
- „O plantă nouă pentru țara noastră” (cu Al. Buia), Studii și cercetări științifice, Craiova, 1955
- „Contribuții la flora Regiunii Oltenia” (cu Al. Buia), Lucrări științifice, Institutul Agronomic Craiova, 1957
- „Plantele spontane de pe nisipurile din stânga Jiului”, Lucrări științifice, Institutul Agronomic Craiova, 1958
- „Contribuții geobotanice asupra pajiștilor și fânețurilor din Oltenia” (cu Al. Buia, I. Safta, L. Pop), Lucrări științifice, Institutul Agronomic Craiova, 1959
- „Pajiștile din Masivul Parâng, studii geobotanice și îmbunătățirea lor” (cu Al. Buia, I. Safta, M. Păun, C. Pavel), Analele Științifice, Universitatea „Al. I. Cuza” Iași, 1960
- „Plante noi și rare din Oltenia” (cu Al. Buia), Contribuții botanice, Cluj, 1960
- „Ghid geobotanic pentru Oltenia” (cu Al. Buia și col.), SSNC din RSR, 1961
- „Considerații asupra florei și vegetației Masivului Parâng” (cu Al. Buia), Editura Agrosilvică, 1962
- „Flora și vegetația județului Balș, regiunea Oltenia” (teză de doctorat), Institutul Agronomic Iași, 1965
- „Curs de botanică” vol. I–II, Litografiat, Universitatea Craiova, 1966
- „Materiale pentru flora nisipurilor din cotul Dunării”, Buletinul Institutului Agronomic Craiova, 1967
- „Geobotanica”, Litografiat, Universitatea Craiova, 1969
- „Vegetația acvatică din împrejurimile orașului Balș”, Comunicări de botanică, 1969
- „La végétation des sables de la curbure du Danube” (cu Gh. Popescu), Lucrările Grădinii Botanice, București, 1971
- „Cercetări asupra vegetației de pădure din Munții Buila” (cu Gh. Popescu), Analele Universității Craiova, 1972
- „Flora spontană de plante pentru spații verzi” (cu L. Palade), Editura Scrisul Românesc, Craiova, 1976
- „Cuscutele din România și combaterea lor” (cu N. Hălălău, N. Șarpe), Editura Ceres, 1980
- „Botanică” (curs unic, coordonator), EDP, 1980
- „Qerco Fagetea (Br-Bl et Vlieg, 37) în Oltenia”, Contribuții Botanice, Grădina Botanică Cluj, 1985

## Premii și recunoaștere
- Medalia „În cinstea încheierii colectivizării” (1962)
- Premiul I al Ministerului Învățământului pentru „Pajiștile din Masivul Parâng și îmbunătățirea lor” (1962)
- Premiul „Ion Ionescu de la Brad” al Academiei Române (1966)
- Doctor Docent în Științe
- Grădina Botanică Montană Rânca poartă numele „Profesorul dr. Marin Păun” în semn de recunoaștere a contribuțiilor sale.